# Jan Hlaváč
Jan Hlaváč (Praga, 19 settembre 1976) è un ex hockeista su ghiaccio ceco.

## Palmarès

### Mondiali
- 3 medaglie:
  - 2 ori (Norvegia 1999; Austria 2005)
  - 1 argento (Lettonia 2006)